# Disphragis hertha
Disphragis hertha är en fjärilsart som beskrevs av William Schaus 1892. Disphragis hertha ingår i släktet Disphragis och familjen tandspinnare. Inga underarter finns listade i Catalogue of Life.